# Schismatoglottis dulosa
Schismatoglottis dulosa är en kallaväxtart som beskrevs av S.Y.Wong. Schismatoglottis dulosa ingår i släktet Schismatoglottis och familjen kallaväxter. Inga underarter finns listade.